# Lissonota digestor
Lissonota digestor là một loài tò vò trong họ Ichneumonidae.